# Октябрьский (концертный зал)
Большой концертный зал «Октя́брьский» — концертная площадка в Санкт-Петербурге.

## История
Зал был открыт осенью 1967 года, к 50-летию Октябрьской социалистической революции. Изначальное название начавшегося в 1959 году строительства — «Центральный киноконцертный зал „Невский“», но из-за долгих сроков постройку стало уместно приурочить к юбилею.
До 1961 года на месте, занимаемом сейчас «Октябрьским», находилась Греческая церковь (1861 год, архитектор Р. И. Кузьмин), давшая название Греческой площади и Греческому проспекту. Снос греческой церкви и строительство на её месте концертного зала нашло отражение в стихотворении Иосифа Бродского «Остановка в пустыне» (1966 год):
Теперь так мало греков в Ленинграде,

что мы сломали Греческую церковь,

дабы построить на свободном месте

концертный зал…

Церковь до сноса была закрыта, так как в неё во время Великой Отечественной войны упала и не разорвалась бомба.
Современная строительству критика также отмечала неуместность здания, но смягчала отзывы, говоря о том, что само здание хорошо, лишь расположено не в том месте. При строительстве была превышена смета, за что Валентин Каменский объявил сам себе выговор. Андрей Иконников отмечал, что расположенное рядом с перегруженными улицами здание также не учитывает инфраструктуру. Для скрытия градостроительной ошибки, при которой здание слишком велико и практически не видно с различных сторон, «для устранения несоответствия между градообразующими возможностями … и условиями … местоположения», предлагалось снести ещё два доходных дома и создать эспланаду от Московского вокзала к Неве.
Изначально «Октябрьский» строился и создавался в некоторой степени подобно Кремлёвскому дворцу съездов и предполагалось, что в нём будут проводить торжественные мероприятия, заседания и кинопоказы.
9 апреля 2025 года зданию было отказано во включении в список объектов культурного наследия.

«Октябрьский» был построен в 1967 году по проекту авторского коллектива, возглавляемого А. В. Жуком: архитекторы А. В. Жук, В. А. Каменский, Ж. М. Вержбицкий, инженеры Е. Б. Галкин, Н. В. Максимов.
Главный зал БКЗ рассчитан на 4000 зрителей. Кондиционеры, унитазы, звукоаппаратура (в том числе образованная подвижными кулисами акустическая раковина) и прочие подобные детали были закуплены для здания в Финляндии; изначально в списке техники было 8 киноустановок, но в итоге было решено кино в зале не показывать.
Здание характеризуется строгой геометрией (лапидарный куб с плоскими чертами, контрастирующий с протяжённым объёмом), фасад, отделанный сааремским известняком, украшает огромный витраж. Над главным входом находится бронзовый фриз с Лениным, выполненный скульптором М. К. Аникушиным. Перед входом в здание — скульптура «Октябрь» (скульптор А. Т. Матвеев. Статуя отлита из бронзы в 1968 году по оригиналу 1927 года).

- Почётный диплом Законодательного Собрания Санкт-Петербурга (25 октября 2017 года) — за значительный вклад в развитие культуры и искусства в Санкт-Петербурге, а также в связи с 50-летием со дня создания.

1. 
2. 
3. 
4. 
5. 
6. 
7. 
8. 
9. 

- Броновицкая А. Ю., Малинин Н. С., Пальмин Ю. И. Ленинград: Архитектура советского модернизма 1955—1991. — М.: Музей современного искусства «Гараж», 2023. — 344 с. — ISBN 978-5-6045382-0-3.

- Официальный сайт Архивная копия от 28 декабря 2009 на Wayback Machine
- План зала Архивная копия от 28 марта 2014 на Wayback Machine